# Hell in a Cell (2009)
Hell in a Cell est une manifestation de catch télédiffusée uniquement en paiement à la séance. Organisée par la World Wrestling Entertainment (WWE), elle est la première de la fédération, et remplace No Mercy. Elle s'est déroulée le 4 octobre 2009 au Prudential Center à Newark dans le New Jersey (États-Unis). Le thème officiel était Monster, du groupe Skillet.
La particularité de ce show est que les principaux matchs sont des Hell in a Cell match, matchs disputés sur un ring entouré par une cage métallique.
Les main events de la soirée inclus D-Generation X (Triple H et Shawn Michaels) battent The Legacy (Cody Rhodes et Ted DiBiase), Randy Orton bat John Cena et remporte le championnat de la WWE, et The Undertaker bat CM Punk pour remporter le World Heavyweight Championship.
Les autres matchs présentés sont Johnny Morrison défendent le championnat Intercontinental contre Dolph Ziggler, Mickie James contre Alicia Fox pour le championnat Divas, les Unified Tag Team Champions Chris Jericho et Big Show contre Batista et Rey Mysterio, Drew McIntyre face à R-Truth, et un Triple Threat match pour le championnat des États-Unis entre Kofi Kingston, The Miz et Jack Swagger.
Le pay-per-view a reçu 283.000 achats, plus que les 261 000 achats de No Mercy 2008.

## Contexte
Les spectacles de la World Wrestling Entertainment en paiement à la séance sont constitués de matchs aux résultats prédéterminés par les scénaristes de la WWE, justifiés par des rivalités ou qualifications survenues dans les émissions de la WWE telles que RAW, SmackDown, ECW et Superstars. Les scénarios ici présentés sont la version des faits tels qu'ils sont présentés lors des émissions télévisées, cette version respecte donc le Kayfabe de la WWE.

### John Cena contre Randy Orton
Lors de Breaking Point 2009, John Cena bat Randy Orton dans un I Quit Match pour le WWE Championship. Le lendemain à Raw, Trish Stratus qui était le Special Guest Host, annonce que Randy Orton aura un match revanche pour le titre à Hell in a Cell.

### D-Generation X contre The Legacy
Après leur défaite à Breaking Point, D-Generation X a obtenu un match revanche contre The Legacy à Hell In A Cell.

### CM Punk contre Undertaker
A Breaking Point, CM Punk bat The Undertaker avec l'aide de Theodore Long. Mais après la vengeance de l'Undertaker à Smackdown!, Theodore Long annonce que CM Punk et l'Undertaker s'affronteront pour le World Heavyweight Championship dans un Hell In A Cell Match.

### Chris Jericho et The Big Show contre Batista et Rey Mysterio
Lors du SmackDown! du 18 septembre, Batista bat Chris Jericho. Lors du SmackDown! du 25 septembre, Batista bat The Big Show par disqualification. À la fin de ce combat, il montre une technique de soumission qui réussit à faire crier Jericho et à faire boiter Le Big Show. Le soir même, Batista est en interview et dit qu'il trouvera un partenaire pour affronter The Big Show et Chris Jericho à Hell in a Cell ; ce sera Rey Mysterio.

### Kofi Kingston contre The Miz contre Jack Swagger
À Raw, on annonce que Kofi Kingston défendra le WWE United States Championship contre The Miz et Jack Swagger.

### John Morrison contre Dolph Ziggler
Il était prévu que ces deux catcheurs s'affrontent à Breaking Point, mais cela avait été annulé. Donc John Morrison défendra son titre contre Dolph Ziggler à Hell In A Cell.

### Mickie James contre Alicia Fox
Après la victoire d'Alicia Fox sur Gail Kim le 14 septembre pour devenir prétendante numéro 1, elle obtient son match de championnat pour le WWE Divas Championship.

## Matchs

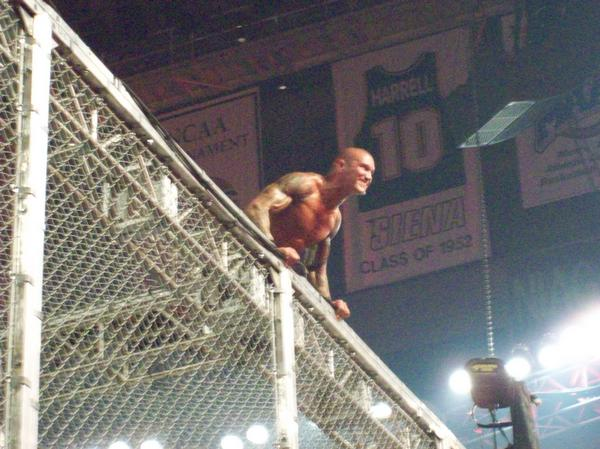
Randy Orton lors du match Hell in a Cell.

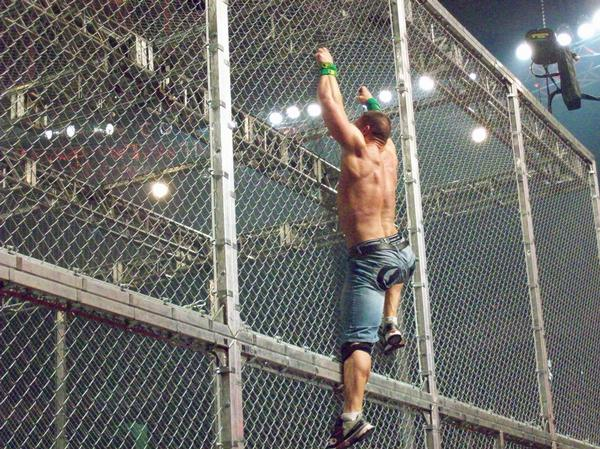
John Cena sur la cage du Hell In A Cell.

L'évènement comprenait huit matchs aux résultats prédéterminés par les scénaristes de la WWE.
| #                                                                | Match                                         | Stipulation | Durée |
| ---------------------------------------------------------------- | --------------------------------------------- | --- | ----- |
| 1                                                                | The Undertaker bat CM Punk (c)                | Hell In A Cell Match pour le WWE World Heavyweight Championship                                                                              | 10:24 |
| 2                                                                | John Morrison (c) bat Dolph Ziggler           | Match Simple pour le WWE Intercontinental Championship                                                                                       | 15:41 |
| 3                                                                | Mickie James (c) bat Alicia Fox               | Match Simple pour le WWE Divas Championship                                                                                                  | 5:20  |
| 4                                                                | Jeri-Show (c) battent Batista et Rey Mysterio | Tag Team Match pour le WWE Unified Tag Team Championship                                                                                     | 13:41 |
| 5                                                                | Randy Orton bat John Cena (c)                 | Hell In A Cell Match pour le WWE Championship. Si Randy Orton perd, il n'aura plus de chance pour le titre tant que John Cena sera champion. | 21:24 |
| 6                                                                | Drew McIntyre bat R-Truth                     | Match Simple | 4:38  |
| 7                                                                | Kofi Kingston (c) bat The Miz et Jack Swagger | Triple Threat Match pour le WWE United States Championship                                                                                   | 7:53  |
| 8                                                                | D-Generation X battent The Legacy             | Tag Team Hell In A Cell Match | 18:02 |
| (c) désigne le(s) champion(s) défendant son titre dans le match. |                                               | |       |